# El Carmen (Cuscatlán)
El Carmen  o Villa El Carmen, es un distrito del municipio de Cuscatlán Sur en el departamento de Cuscatlán, El Salvador. De acuerdo al censo oficial de 2024, tiene una población de 15.961 habitantes.

## Toponimia
El distrito de El Carmen fue conocido con el nombre de “AJULUCO” de origen náhuatl  que significa “Lugar de los Ajolotes” y que proviene de las voces: ajulu, ajulut: ajolote ; composición locativa

## Historia
No hay registros ni documentos que comprueben si en El Carmen hubo vestigios que señalen las existencias de pueblos originarios. De igual manera, no hay vestigios arqueológicos que identifiquen la ubicación de los pueblos Náhuat, solo hay registros históricos a partir de la presencia española.
En la historia de este distrito se encuentra que en un informe municipal de la ciudad de Cojutepeque de 24 de diciembre de 1859, se mencionan como aldeas de su jurisdicción las de El Carmen, Veracruz y Cerro Quebrado, que producían maíz, arroz, frijoles y azúcar en gran cantidad. Estas tres aldeas o valles, años más tarde, tenían la base de población requerida por la ley para ser erigidas en pueblo.  

### Como Municipio
Durante la gestión del Presidente de la República mariscal de campo don Santiago González expidió, el 12 de agosto de 1872, un decreto por el cual los tres valles mencionados se erigieron en pueblo, con el nombre de El Carmen, ordenando que los edificios públicos y religiosos, (el Cabildo, la Escuela y la Iglesia) debían edificarse en el paraje denominado "Llano de los Chivos" y que los vecinos del nuevo municipio procedieran a elegir un alcalde, dos regidores y un síndico, así como un juez de paz propietario y otro suplente. Al hacer esta erección, el Gobierno se comprometió a dar del Tesoro Nacional una suma de dinero proporcionada a las necesidades de El Carmen, a efecto de que pudiera llevar a cabo la construcción de sus edificios comunales.  
Como sucesos posteriores se menciona que desde su fundación, el nuevo municipio quedó incorporado en el departamento de Cuscatlán y distrito de Cojutepeque, y el Gobernador Departamental dio posesión de sus cargos a los primeros munícipes y jueces de El Carmen.  
Para enero de 1888, el gobernador José María Rivas informó que en El Carmen se concluyó la construcción de su iglesia y se compraron dos campanas para su servicio.
En 1890 su población era de 2,370 almas. La Asamblea Legislativa le otorgó el 20 de mayo de 2010, el título de Villa.

## Cultura
Entre sus tradiciones están las fiestas patronales en honor a la Virgen de El Carmen que se celebran del 1 al 16 de julio, las inician en el área urbana con la serenata a la virgen, con cohetes y atol chuco; durante el primer día se desarrolla el tradicional desfile de correo y culminan el periodo festivo con una solemne misa en honor a la patrona. 
Durante el período festivo la población hace celebraciones en cada uno de los cantones, la iglesia católica coordina las actividades como: las entradas por cada sector, se reparte fresco y el tradicional marquesote, se preparara la carroza para trasladar la imagen de la Virgen de El Carmen de las ermitas a la Iglesia del pueblo, hay quema de pólvora.  Durante estas fiestas se desarrollan novenas, romerías y procesiones que van acompañadas por músicos de cada cantón y por la banda municipal; en total son 11 entradas (una por sector del trabajo parroquial). Durante estas fiestas aflora la creatividad y religiosidad popular, cada líder o lideresa anima a su grupo del cantón o sector a preparar con gran esplendor y fe la procesión.
Entre el 1 y el 16 de julio, se desarrollan actividades alusivas a un sector o segmento de población, entre ellos a niñez, la juventud, el adulto mayor, el día de las personas con capacidades especiales, el torneo de deportes. El cierre de las fiestas se realiza el fin de semana antes de la solemne misa en conmemoración de la patrona; este viene acompañado de la tradicional fiesta con orquestas, presentación de reinas así como otras manifestaciones artísticas y culturales apoyadas por la Casa de la Cultura. También entre 1 y 31 de mayo celebran las “Entradas” en honor a la virgen María.
Durante la Semana Santa el fervor religioso se manifiesta en cada una de las procesiones que se organizan en cada uno de los cantones. En el mes de mayo celebran el mes de las flores con procesiones acompañadas por la Virgen María, la música de cuerdas y las Viejadas , con degustación de horchata y marquesote. El 28 de octubre celebran a San Judas Tadeo con procesiones y degustación de tamales, y chocolate y durante la festividad navideña se preparan nacimientos y pastorelas.
Los tambores de madera es un instintivo de los ciudadanos de El Carmen, los elaboran artesanos locales y se usan en fiestas religiosas y populares como la celebración del día de la Cruz, Festival del Maíz y el Festival del atole en el marco de las fiestas patronales. El distrito es conocido en la región como la “Villa de Las Flores y Tambores”.

## Información general
El distrito cubre un área de 6.1 km² y la cabecera tiene una altitud de 680 m s. n. m. Las fiestas patronales se celebran en el mes de julio en honor a Nuestra Señora del Carmen. Limita al Norte con El Rosario, al Sur con San Cristóbal, al Este con San Rafael Cedros, y al oeste con Monte San Juan y Cojutepeque.